# 棘鱗牛尾魚
鋸齒鱗鯒，又稱棘鱗牛尾魚、鬼牛尾魚，為輻鰭魚綱鮋形目牛尾魚科的其中一種。

## 分布
本魚分布於日本南部、東海至台灣。

## 深度
水深5至100公尺。

## 特徵
外觀形質與瘤眶棘鯒略同，但其側線前部約8至11個鱗片具小棘。體呈淡褐色，背面有5條明顯之橫帶，奇鰭有暗色斜紋，胸鰭先端、腹鰭中部黑色。

## 生態
本魚棲息於沙泥質海域，常潛於沙中，露出兩眼，伺機捕食魚蝦。

## 經濟利用
食用魚，宜用油煎。